# 鄣県
鄣県（しょう-けん）は中国にかつて存在した県。現在の西安市臨潼区北部に相当する。
497年（太和21年）、北魏により万年県より鄣県が分割設置された。景明年間に広陽県が分割されている。廃止年に関しては詳細は不明であるが、581年（開皇元年）、隋朝により廃止されたと考えられている。